# Larkin Poe
Larkin Poe este o formație americană de muzică rock  originară din nordul Georgiei, stabilită în prezent în Nashville, Tennessee, condusă de surorile Rebecca Lovell (născută la 30 ianuarie 1991) și Megan Lovell (născută la 12 mai 1989). Cu influențe puternice din sud, riffuri de chitară electrică și chitară slide, ele sunt adesea considerate „surorile mai mici ale fraților Allman”. Trupa a cântat la Festivalul Glastonbury (în 2014 și 2016) și a fost votată „Cea mai bună descoperire a Glastonbury 2014” de către The Observer, Marea Britanie. 
Cele două surori au apărut alături de o serie de alte nume precum Elvis Costello, Conor Oberst (de la Bright Eyes), Kristian Bush (de la Sugarland) sau Keith Urban.

## Istoria trupei
Rebecca și Megan Lovell și-au început cariera muzicală în 2005, formând trupa de bluegrass/ Americana, Lovell Sisters, alături de sora lor mai mică, Jessica Lovell. După ce au lansat două albume independente și au avut turnee de succes timp de patru ani (apărând pe A Prairie Home Companion a lui Garrison Keillor, Grand Ole Opry și cântând la Festivalul de muzică Bonnaroo) Lovell Sisters au anunțat desființarea grupului în decembrie 2009. În ianuarie 2010, Rebecca și Megan s-au regrupat sub titulatura „Larkin Poe”. Larkin Poe a fost numele străbunicului străbunicului surorilor. 
Pe parcursul a trei ani (2010-2013), Larkin Poe a lansat 5 EP-uri independente, 2 albume în colaborare și un DVD: Spring EP (2010), Summer EP (2010), Fall EP (2010), Winter EP (2010), Thick as Thieves EP (2011), The Sound of the Ocean Sound (colaborare cu Thom Hell, 2013), Killing Time EP (colaborare cu Blair Dunlop, 2013). 
La sfârșitul anului 2013, Larkin Poe a semnat un contract cu casa de înregistrare RH Music, divizia de muzică a companiei Restoration Hardware, cu sediul în San Francisco. Ca urmare, trupa a început să lucreze la primul lor album de lungă durată, KIN. 
În martie 2014, producătorul T Bone Burnett a solicitat surorile pentru a contribui la instrumentația albumul Lost on the River: The New Basement Tapes a formației The New Basement Tapes, alături de Marcus Mumford (de la Mumford &amp; Sons), Elvis Costello, Jim James (de la My Morning Jacket), Taylor Goldsmith (de la Dawes) și Rhiannon Giddens. Rebecca și Megan apar și în documentarul din 2014 Lost Songs: The Basement Tapes Continued la Showtime.
În iunie 2014, Larkin Poe a concertat la Festivalul Glastonbury, acestea fiind numite „cea mai bună descoperire a Glastonbury” de către The Observer.
În aprilie 2016, surorile au lansat cel de-al doilea album, Reskinned. Au apărut, de asemenea, pe albumul lui Steven Tyler, We're All Somebody from Somewhere, care a fost lansat în luna iulie a aceluiași an.
În februarie 2017, Larkin Poe a făcut parte din trupa de susținere la MusiCares la omagiul adus lui Tom Petty la Los Angeles, însoțind artiști precum Jackson Browne și Don Henley.
În 2018 a apărut Peach, cel de-al treilea album Larkin Poe, care a fost nominalizat la premiile Blues Foundation.
Larkin Poe a lansat Venom & Faith, al patrulea album de studio, pe 9 noiembrie 2018. Albumul a fost înregistrat în Nashville, produs de Rebecca și Megan și conceput și mixat de către Roger Alan Nichols. Venom & Faith a ajuns pe locul 1 în topul Billboard blues. Albumul a fost nominalizat în 2020 la Premiul Grammy  pentru cel mai bun album Blues Contemporan.
Cel de-al cincilea album de studio Larkin Poe, Self Made Man, a fost lansat pe 12 iunie 2020 la Tricki-Woo Records. Primul single este „She’s a Self Made Man”, fiind lansat în martie 2020.

## Membrii formației
Actual

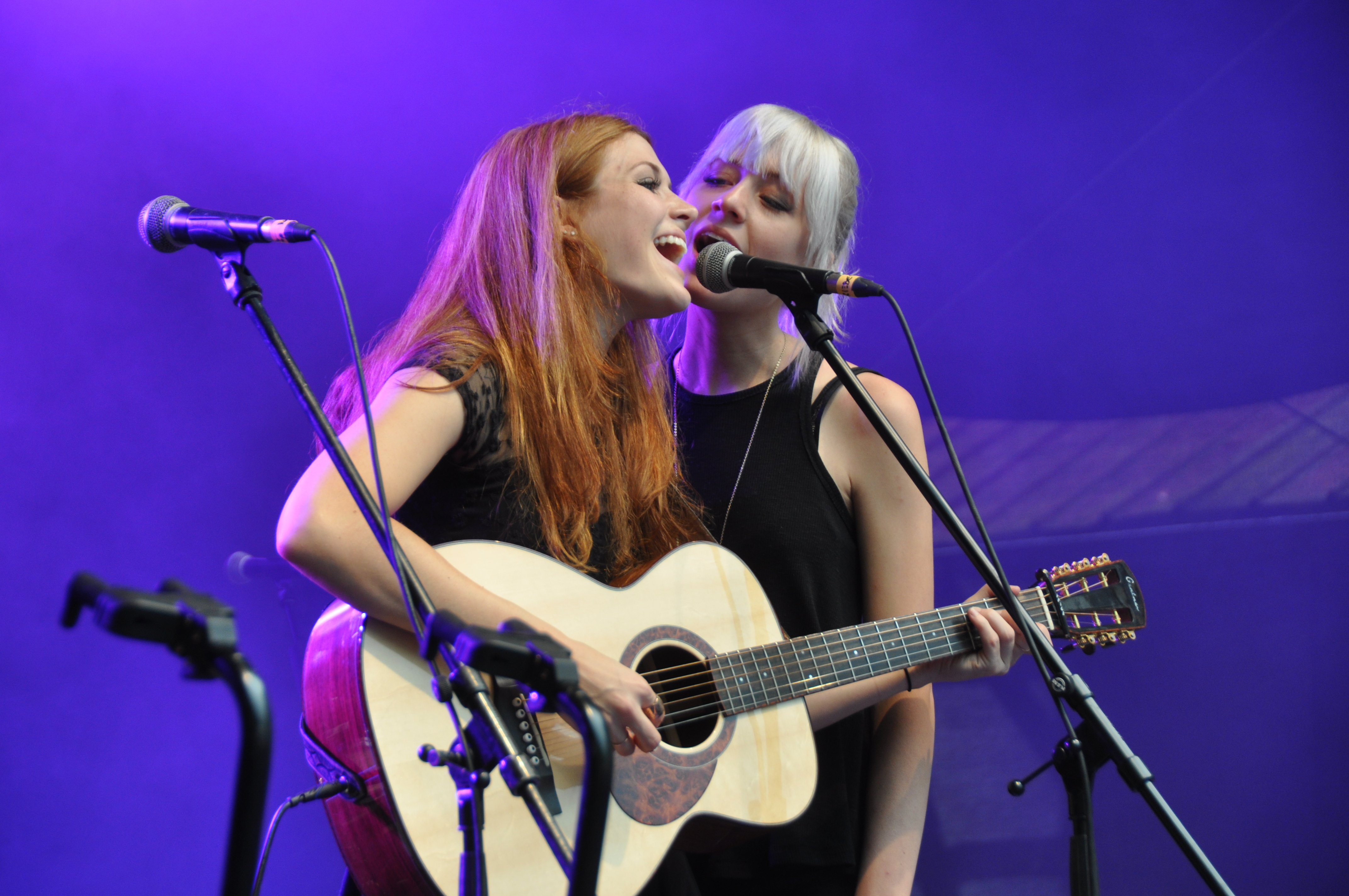
Rebecca și Megan Lovell la Blacksheep Festival (2014)

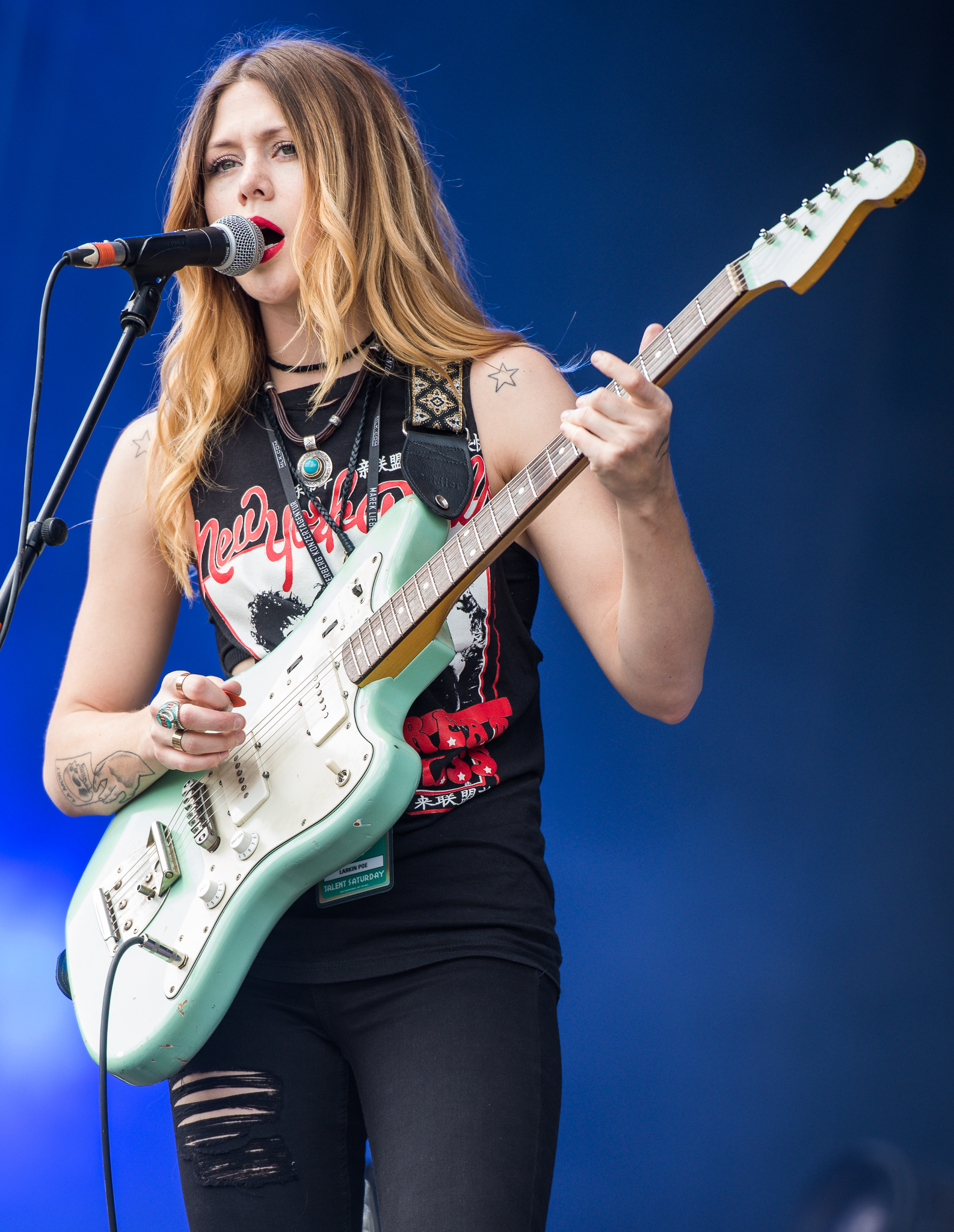
Rebecca Lovell la Rock im Park (2016)

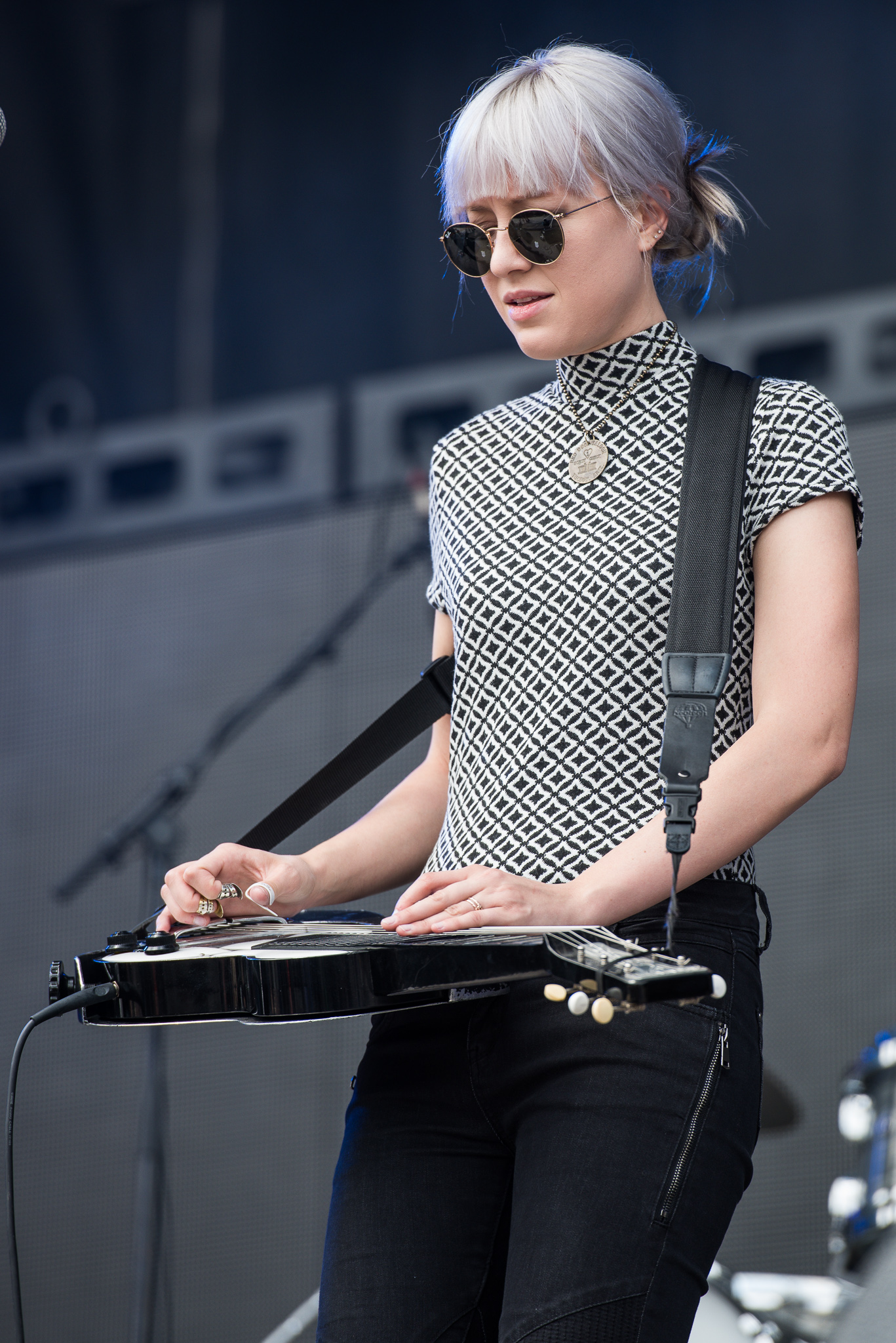
Megan Lovell la Rock im Park (2016)

- Rebecca Lovell: voce principală, chitară electrică, chitară acustică, mandolină, banjo, vioară, pian; programare tobe, chitară bas și aranjamente
- Megan Lovell: vocea a doua, chitară slide, dobro
- Tarka Layman: chitară bas
- Kevin McGowan: tobe

## Discografie

### Albume de studio
- Kin (2014): RH Music
- Reskinned (2016): Vertigo, Universal, We Love Music, RH Music, Tricki-Woo Records
- Peach (2017): Tricki-Woo Records
- Venom & Faith (2018): Tricki-Woo Records
- Self Made Man (2020): Tricki-Woo Records

### EP-uri
- Spring (2010): Edvins Records 
  - vândut în SUA ca Larkin Poe (2010): Defpig
- Summer (2010): Edvins Records
- Fall (2010): Edvins Records
- Winter (2010): Records Edvins
- Thick as Thieves (2011): Edvins Records
- Audiotree Live (doar digital) (2017): Audiotree

### DVD-uri
- Thick as Thieves special edition - Live from Stongfjordenn (2012): Edvins Records

### Colaborări
- The Sound of the Ocean Sound cu Thom Hell (2013): Edvins Records
- EP Killing Time cu Blair Dunlop (2013): Rooksmere Records

### Seturi
- Band for All Seasons (2010): Edvins Records, Defpig - Conține 4 EP-uri, Spring, Summer, Fall, and Winter

### Alte apariții
- The Rainy Day Sessions, EP-ul formației A Rocket to the Moon (2010)
- Blight and Blossom alături de Blair Dunlop (2012)
- Shuffle and Deal alături de Gilmore & Roberts (2012)
- Lost on the River: The New Basement Tapes alături The New Bases Tapes (2014)
- Southern Gravity alături de Kristian Bush (2015)
- Detour: Live at Liverpool Philharmonic Hall alături de Elvis Costello (2015)
- We're All Somebody from Somewhere alături de Steven Tyler (2016)